# Alulacris shilinensis
Alulacris shilinensis är en insektsart som beskrevs av Zheng, Z. 1981. Alulacris shilinensis ingår i släktet Alulacris och familjen gräshoppor. Inga underarter finns listade i Catalogue of Life.